# 格凡萨 (王后)
格凡薩 （格语罗马化：Gvantsa 或 Gwantza, Gontza, Gontsa, Gonc'a）（－約1263年）是格魯吉亞歷史上的一位王后，作為國王大衛七世（1245－1270年在位）的第三任妻子。